# Лейда, Джей
Лейда Джей (англ. Jay Leyda; 12 февраля 1910, Детройт — 15 февраля 1988, Нью-Йорк) — американский киновед, режиссёр и литературовед. Один из крупнейших западных исследователей советского кинематографа.

## Биография
С 1930 года работал ассистентом режиссёра и фотографом. В 1931 году снял авангардистский чёрно-белый короткометражный фильм «Утро Бронкса». Фильм снят в репортажной манере, где сталкивая традиционные для хроники перспективы с неожиданными, почти кубистскими ракурсами присутствует интерес к социальному комментарию.
В середине 30-х гг. учился во ВГИКе у С. М. Эйзенштейна, на лекции которого он присутствовал в Колумбийском университете ещё в 1930 году. Вместе с английским актёром Гербертом Маршаллом был одним из первых его иностранных учеников. Лично познакомился с Эйзенштейном в октябре 1933 году, заинтересовав его своим фильмом «Утро Бронкса». По его словам, которые он приводит в своей книге «История русского и советского киноискусства»:
Самым плодотворным результатом первых неловких встреч с Эйзенштейном в Москве была его рекомендация посмотреть как можно больше спектаклей московских театров. Я стал следовать его совету, не отдавая себе отчета в том, что это и было началом наших с ним занятий.
В Москве и Ленинграде познакомился с выдающимися деятелями советского и зарубежного киноискусства (Г. В. Александров, Л. Муссинак, А. Монтегю, Э. И. Шуб, Э. К. Тиссэ и др.). В 1935 году был его одним из четырёх студентов, работавших в качестве режиссеров-практикантов на картине Эйзенштейна «Бежин луг», который был не завершён и раскритикован партийным руководством. Вспоминая своё участие в съёмках картины Лейда писал:
Основная наша деятельность сводилась к тому, чтобы быть под рукой во время разных «чепе», бегать по поручениям, давать консультации и пр. В мои обязанности входила помощь в подборе актеров, фотосъемка в период работы на натуре, а также ведение рабочего дневника.
После возвращения в США принял участие в разборе и описании рабочего материала неоконченного фильма Эйзенштейна «Да здравствует Мексика!», над которым тот работал в 1931—1932 гг. Из дублей и вариантов этого фильма он смонтировал две учебные картины, которые описывали метод режиссерской работы Эйзенштейна. Лейда перевёл на английский язык его важнейшие теоретические статьи и включил их в книги «Чувства кино» (1942), «Форма кино» (1949), «Статьи о кино» (1968).
С 1936 года работал в Отделе кино Музея современного искусства в Нью-Йорке. Работал во Французской синематеке в Париже (1957 — 1958 гг.), государственных киноархивах КНР (1959 — 1964 гг.) и ГДР (1964 — 1969 гг). Важнейшие киноведческие работы этого периода — «Кино. История русского и советского киноискусства», которая и до сих пор считается «наиболее полной историей русского и советского кино на Западе» и «Из фильмов — фильмы» (на русском языке опубликована с сокращениями в 1966 году). Участвовал в составлении и редактировании сборника «Роберт Флаэрти» (Берлин, 1965).
Был женат на танцовщице Сильвии Чен (Си Лан Чен) дочери китайского дипломата Евгения Чена и сестре Иоланды Чен.
Член жюри Венецианского кинофестиваля в 1965 году и XII Московского международного кинофестиваля в 1981 году.

## Избранная фильмография
- A Bronx Morning (1931)
- Люди Кэмберленда[англ.](1937)